# Ronde van Extremadura (mannen)
De Ronde van Extremadura (Spaans: Vuelta Ciclista Internacional a Extremadura) was een meerdaagse wielerwedstrijd in de Spaanse autonome regio Extremadura. De ronde werd tussen 2006 en 2011 elk jaar in april verreden en maakte sedert 2005 deel uit van de UCI Europe Tour, het Europese continentale circuit, waarin het is geclassificeerd als 2.2.
Recordhouder etappezeges in de Ronde van Extremadura is Javier Benítez met 4 etappes (2003 en 2006).
Sinds 2023 wordt ook een vrouweneditie verreden die in dezelfde regio plaatsvindt.

## Lijst van winnaars

### Overwinningen per land
| Overwinningen | Land                                                |
| ------------- | --------------------------------------------------- |
| 5             | Spanje                                              |
| 1             | Argentinië, Colombia, Portugal, Verenigd Koninkrijk |

2005 · 
2006 · 
2007 · 
2008 · 
2009 · 
2010 · 
2011 · 
2012 · 
2013 · 
2014 · 
2015 · 
2016 · 
2017 ·
2018 ·
2019 ·
2020 ·
2021 ·
2022 ·
2023 ·
2024 ·
2025
Belangrijkste etappewedstrijden

Internationaal Wegcriterium · Driedaagse Brugge-De Panne · Ronde van de Alpen · Vierdaagse van Duinkerke · Ronde van Beieren · Ronde van Noorwegen · Ronde van België · Ronde van Luxemburg · Ronde van Oostenrijk · Ronde van Wallonië · Ronde van Burgos · Ronde van Denemarken · Arctic Race of Norway · Ronde van Groot-Brittannië
Belangrijkste eendaagse wedstrijden

Trofeo Laigueglia · GP Lugano · GP Nobili Rubinetterie · Dwars door Vlaanderen · Scheldeprijs · Brabantse Pijl · GP Kanton Aargau · Brussels Cycling Classic · GP Fourmies · Primus Classic Impanis-Van Petegem · Ronde van de Drie Valleien · Milaan-Turijn · Ronde van Piemonte · Ronde van het Münsterland · Ronde van Emilia · Parijs-Tours · GP Bruno Beghelli